# フェルナンド・メネガッゾ
フェルナンド・メネガッゾ（Fernando Menegazzo、1981年3月5日 - ）は、ブラジル、サンタカタリーナ州アニタ・ガリバウディ出身のサッカー選手。ポジションはMF。

## 所属クラブ
- ECジュベントゥージ 1999-2003

→ グレミオFBPA 2002（レンタル移籍）
- ACシエーナ 2003-2005

→ カルチョ・カターニア 2005（レンタル移籍）
- FCジロンダン・ボルドー　2005-2011
- アル・シャバブ 2011-2014
- クラブ・ブルッヘ 2014